# Rengårdstjärnen (Byske socken, Västerbotten, 721952-172772)
Rengårdstjärnen är en sjö i Skellefteå kommun i Västerbotten som ingår i Kågeälvens huvudavrinningsområde. Sjön har en area på 0,0648 kvadratkilometer och ligger 183,8 meter över havet. Vid provfiske har abborre och gädda fångats i sjön.

## Delavrinningsområde
Rengårdstjärnen ingår i delavrinningsområde (722043-172812) som SMHI kallar för Utloppet av Rengårdstjärn. Medelhöjden är 233 meter över havet och ytan är 1,77 kvadratkilometer. Det finns inga avrinningsområden uppströms utan avrinningsområdet är högsta punkten. Vattendraget som avvattnar avrinningsområdet har biflödesordning 2, vilket innebär att vattnet flödar genom totalt 2 vattendrag innan det når havet efter 47 kilometer. Avrinningsområdet består mestadels av skog (74 procent). Avrinningsområdet har 0,06 kvadratkilometer vattenytor vilket ger det en sjöprocent på 3,4 procent.